# Parketaža
Parketaža je postupak koji se koristi za stabilizaciju slika na dasci. Sastoji se od mreže prečaka na stražnjoj strani slike. Glavna je svrha postupka stabilizacija daske u vodoravnom i okomitom smjeru, sve u svrhu očuvanja ravne površine.
Prečke postavljene okomito ili vodoravno učvršćene su za stražnju stranu slike, ove su prečke usporedne sa strukturom drveta daske na kojoj je slika, dok su one sekundarne (vertikalne) postavljene slobodno te ih drže samo kanali na donjim prečkama,odnosno okviru.Ovo omogućuje određenu slobodu u kretanju daske,koja se savija u skladu s vlagom i temperaturom okoliša u kojem se slika nalazi.
Ovaj se postupak često vidi na slikama starih majstora 16. i 17. stoljeća,kada je praksa slikanja na hrastovim pločama bila raširena.
Brojni su razlozi za odabir parketaže.Može se izvesti u svrhu ponovnog spajanja puknute ili ispucale slike.Također se može postaviti i kako bi izvijenu sliku stabilizirali,očuvali ili pozadinski ojačali.
Sve to treba uzeti u obzir kod promišljanja o potrebi izrade parketaže za neku sliku na dasci.To je invazivan postupak koji može uključiti i brušenje stražnje strane slike,a kako bi dobili ravnu površinu za fiksiranje prečki.Postupak je ireverzibilan,te mjenja stanje umjetnine,što pak za sobom povlači i određena etička pitanja.
Kod dosta slika s parketažom klizeće se prečke često zaglave, što vodi do permanentnog deformiranja ili čak pucanja same ploče.Postavljanje parketaže skoro uvijek vodi ka ozbiljnim strukturalnim problemima,zavisno o klimi gdje se slika nalazi,te kako su daske rezane.Danas se parketaža stoga smatra definitivno zastarjelom i kritiziranom metodom. Iako se o njenoj upitnoj efikasnosti govorilo i ranije tek je pedesetih godina prošlog stoljeća sustavno preispitana efikasnost ovog postupka.Kao i kod dubliranja slika i ovdje je bilo onih koji su smatrali postupak sto posto efikasnim i ispravnim te   su ga preporučali čak i suvremenim slikarima koji su radili na dasci(primjerice čuveni Doerner).Tek   Straub 1963. smatra da je postupak bolje ne primjenjivati.

## Alternativni postupci

### Potporna konstrukcija sa sistemom letvica,konusnih opruga i vijaka
Ovaj je postupak razvijen od strane C .Castellija te patentiran 1992. godine.

### Mikroklimatske komore
Iako nisu idealno rješenje mikroklimatske su komore danas najbolje što se može učiniti za dugotrajno i kvalitetno zbrinjavanje nestabilnih slika na dasci,odnosno slika izloženih ili čuvanih u neprimjerenim uvjetima.Prva slika postavljena u hermetički zatvoren ostakljeni okvir bila je jedna slika J.M.W. Turnera, još davne 1892.Četrdeset godina kasnije pojavio se prvi patent za klasičnu pasivnu mikroklimatsku komoru(Britanski patent 396 439),koja je uključivala i posudu s higroskopnim materijalom. Komore s aktivnim sustavom prvi se puta javljaju oko 1938. u SAD,a prvi komercijalni sustav 1984.godine.Danas se kao higroskopna tvar najčešće koristi silika gel,te zaštićeni proizvod Art-Sorb.
Dodatan razlog za uporabu mikroklimatskih komora je taj što one najjednostavnije,s već spomenutim pasivnim sustavom kontrole relativne vlage nisu niti odviše složene za izradu,niti odviše skupe.

### Knjige
Dardes, K.; Rothe, A. (eds.).  The Structural Conservation of Panel Paintings:Proceedings of a symposium at the J. Paul Getty Museum,Los Angeles 1998.
P. Luigi Villari:Il restauro dei supporti lignei. Le parchettature e le nuove strutture di sostegno,Milano 2004.
Ciatti,M., Castelli,C., Santacesaria,A.  Panel painting: technique and conservation of wood supports,Firenca 2006.
Paul van Duin, Nico Kos,  The conservation of panel paintings and related objects,Amsterdam 2014.(online)  Arhivirana inačica izvorne stranice od 6. srpnja 2017. (Wayback Machine)
Paul van Duin, Nico Kos,  The conservation of panel paintings and related objects,pregled literature,Amsterdam 2014.
(online)  Arhivirana inačica izvorne stranice od 26. ožujka 2015. (Wayback Machine)

### Periodika
Carità, R.: Proposte per la parchettatura delle tavole. In Bollettino dell’Istituto Centrale per il Restauro, vol. 16, 173–88.1953., Rome: Ministero della Pubblica Istruzione.
- Von Imhoff H.C., Reinforcing a Thin Panel Painting, Conservation of Wood

in Painting and the Decorative Arts, Preprints of the Contributions to the Oxford
Congress, 17-23 September 1978, p. 157 - 164
- Castelli C., Proposta per un nuovo tipo di traversa per dipinti su tavola,

OPD Restauro: rivista dell’Opificio delle pietre dure e laboratorio di restauro di
Firenze, 2, 1987, p. 78 - 80
- Brewer A. and Forno C., Moiré fringe analysis of cradled panel paintings,

Studies in Conservation, 1997, p. 211 - 230
- Bauermeister J., Struchtrup M., Zur Abnahme von Parkettierungen, Restauro

8, 2011, p. 18 - 26
- Hopfner I., The Development of Flexible Auxiliary Support Systems

for Panel Paintings and the Monitoring of Panel Movement by Strain
Gauges, Facing the Challenges of Panel Painting Conservation: Trends, Treatments,
and Training, proceedings of a symposium at the Getty Centre, 17-18
May 2009, Phenix Alan (Editor) and Chui Sue Ann (Editor), The Getty Conservation
Institute, Los Angeles, California, 2011, p. 69 - 81
- Lebas F.J.M., The Cradling of a Relief of the Annunciation Attributed to

Martin Schaffner, The structural conservation of panel paintings: proceedings
of a symposium at the J. Paul Getty Museum, 24-28 April 1995, Dardes
Kathleen (Editor) and Rothe Andrea (Editor), The Getty Conservation Institute,
Los Angeles, California, 1998, p. 359 - 363
- Miller M.A., Bisacca G., Galitzine D., The Development of a Spring Mechanism

for Use in Conjunction with Auxiliary Supports for Previously
Thinned Panels, Facing the Challenges of Panel Painting Conservation:
Trends, Treatments, and Training, proceedings of a symposium at the Getty
Centre, 17-18 May 2009, Phenix Alan (Editor) and Chui Sue Ann (Editor), The
Getty Conservation Institute, Los Angeles, California, 2011, p. 59 - 68

## Vanjske poveznice
https://www.metmuseum.org/pubs/bulletins/1/pdf/3257349.pdf.bannered.pdf  Arhivirana inačica izvorne stranice od 19. svibnja 2017. (Wayback Machine)